# Козлов Василь Андрійович
Васи́ль Андрі́йович Козло́в (25 квітня 1918, Іва — 28 березня 1994, Харків) — генерал-майор, писав українською та російською мовами, член Національної спілки письменників України, заслужений працівник культури України. Член Ревізійної Комісії КПУ в 1971—1976 р.

## Біографія
З 1938 року служив у прикордонних військах НКВС СРСР.
Член ВКП(б) з 1939 року.
Учасник німецько-радянської війни: політрук прикордонного загону. По війні — старший інструктор Політуправління Прикордонних військ СРСР (з комсомольської роботи).
У 1963—1973 роках — начальник Політичного відділу — заступник начальника військ Червонопрапорного Західного прикордонного округу КДБ СРСР.
З 1976 по 1989 рік працював директором Національного музею історії України у Другій світовій війні.

## Творчість
Писав повісті та нариси на воєнну тематику, зокрема — повість «Контрольна смуга», 1977.

## Нагороди
Нагороджений орденом Леніна, Бойового Червоного Прапора, Трудового Червоного Прапора, 2 орденами Червоної Зірки, орденом «Знак Пошани», орденом «Вітчизняної війни».
1999 року посмертно нагороджений відзнакою «Почесний прикордонник України».